# 拉茲克里日耶
拉茲克里日耶（斯洛維尼亞語： 發音：[ˈɾaːskɾiʒjɛ]），是斯洛維尼亞拉兹克里日耶市镇的村莊及行政中心。傳統上它是梅吉穆列地區的一部分，在第二次世界大戰之後被併入下施蒂里亞地區，成為它的最東端。當地現在包含在波穆爾統計區中。由於該村位於連接下施蒂里亞、普雷克穆列和梅吉穆列等地區連絡道路的交叉路口，故以融合多元文化影響的民間舞蹈而聞名。
該聚居地的堂區教堂是獻給內波穆克聖約翰，屬於天主教穆爾斯卡索博塔教區。它建於1778年至1784年間。教堂的正面也出現在區政府徽章的三個主題之一。

## 外部連結
- Razkrižje on Geopedia （页面存档备份，存于）